# Republican National Convention 2016

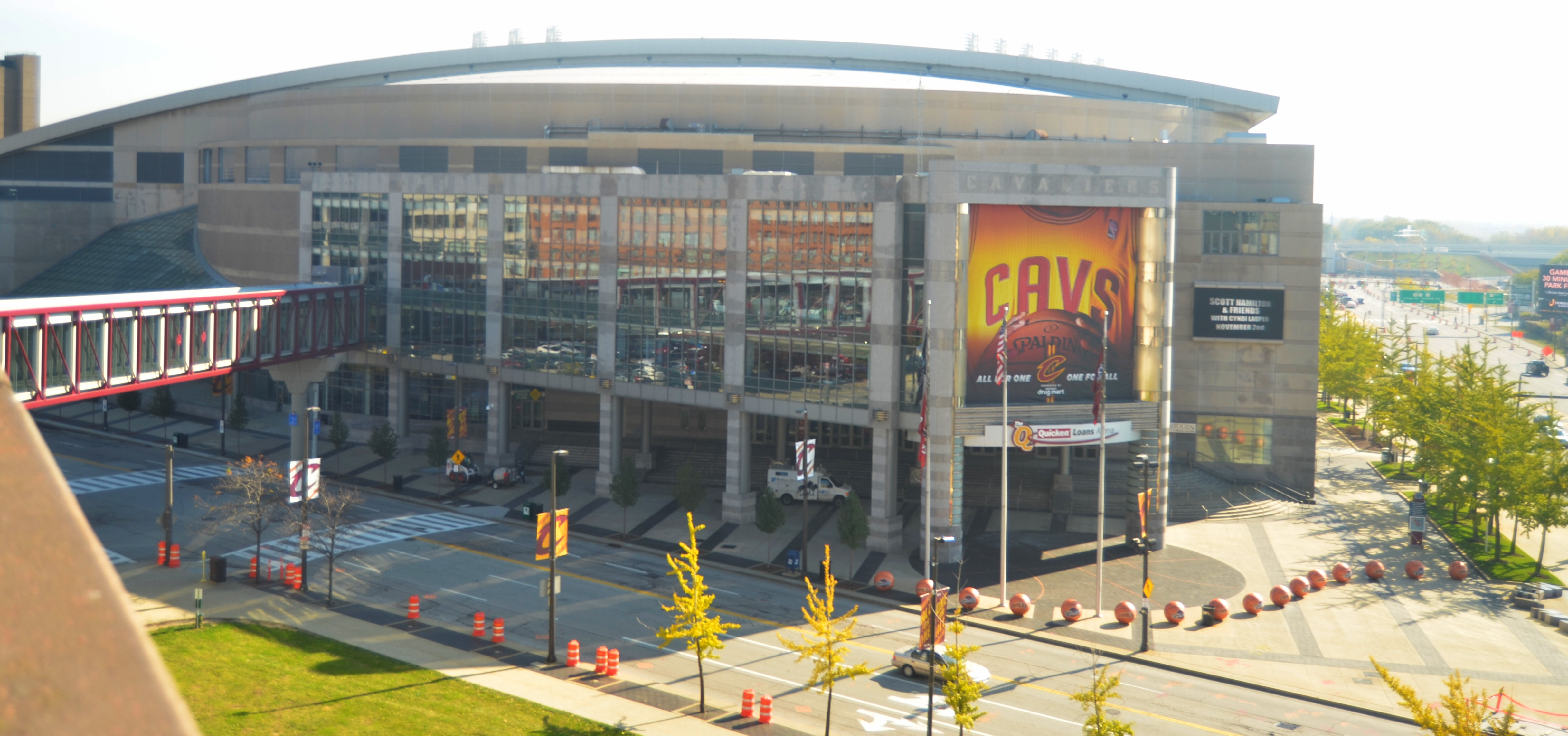
Quicken Loans Arena, Austragungsort der Republican National Convention 2016

Die Republican National Convention 2016 war eine Veranstaltung in den USA, bei der die Delegierten der Republikanischen Partei die Vertreter ihrer Partei nominierten, die bei der Präsidentschaftswahl 2016 für das Amt des Präsidenten und des Vizepräsidenten kandidieren.
Die Veranstaltung fand vom 18. bis 21. Juli in der Quicken Loans Arena in Cleveland im Bundesstaat Ohio statt. Der zukünftige Kandidat wurde von den 2472 Delegierten mit einfacher Mehrheit gewählt und musste so mindestens 1237 Stimmen auf sich vereinen. Nach Abschluss der Vorwahlen galt der Unternehmer und Milliardär Donald Trump als sicherer Präsidentschaftskandidat. Der Gouverneur des Bundesstaates Indiana, Mike Pence, wurde von Donald Trump als Running Mate, also sein Kandidat für die Vizepräsidentschaft, vorgeschlagen.
Trump wurde am 19. Juli mit 1.725 Delegiertenstimmen zum Präsidentschaftskandidaten gewählt. 721 Delegierte, die höchste Zahl auf einer Convention seit 1976, stimmten gegen Trump.

## Organisation

### Ablauf und Teilnehmer

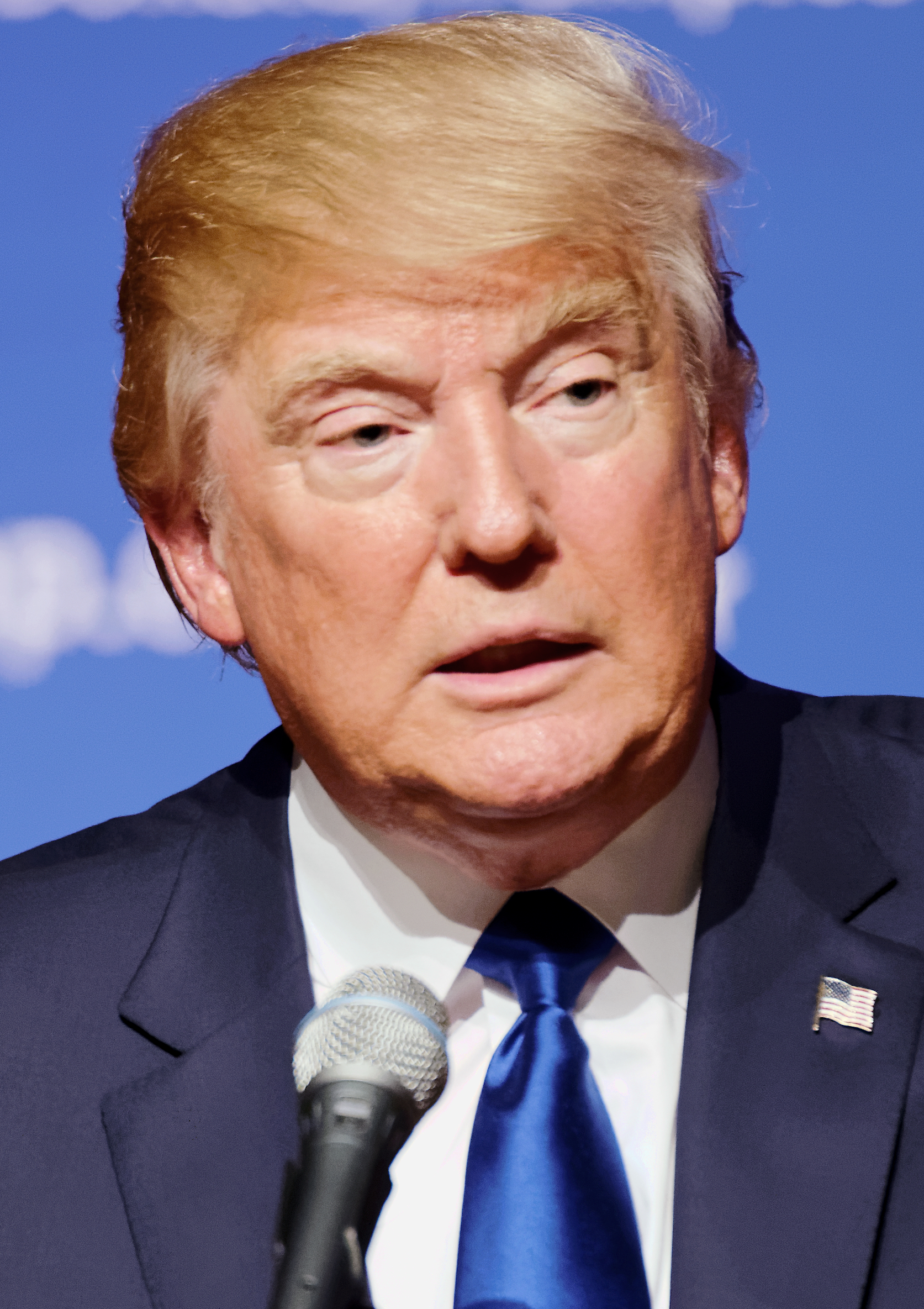
Präsidentschaftskandidat Donald Trump

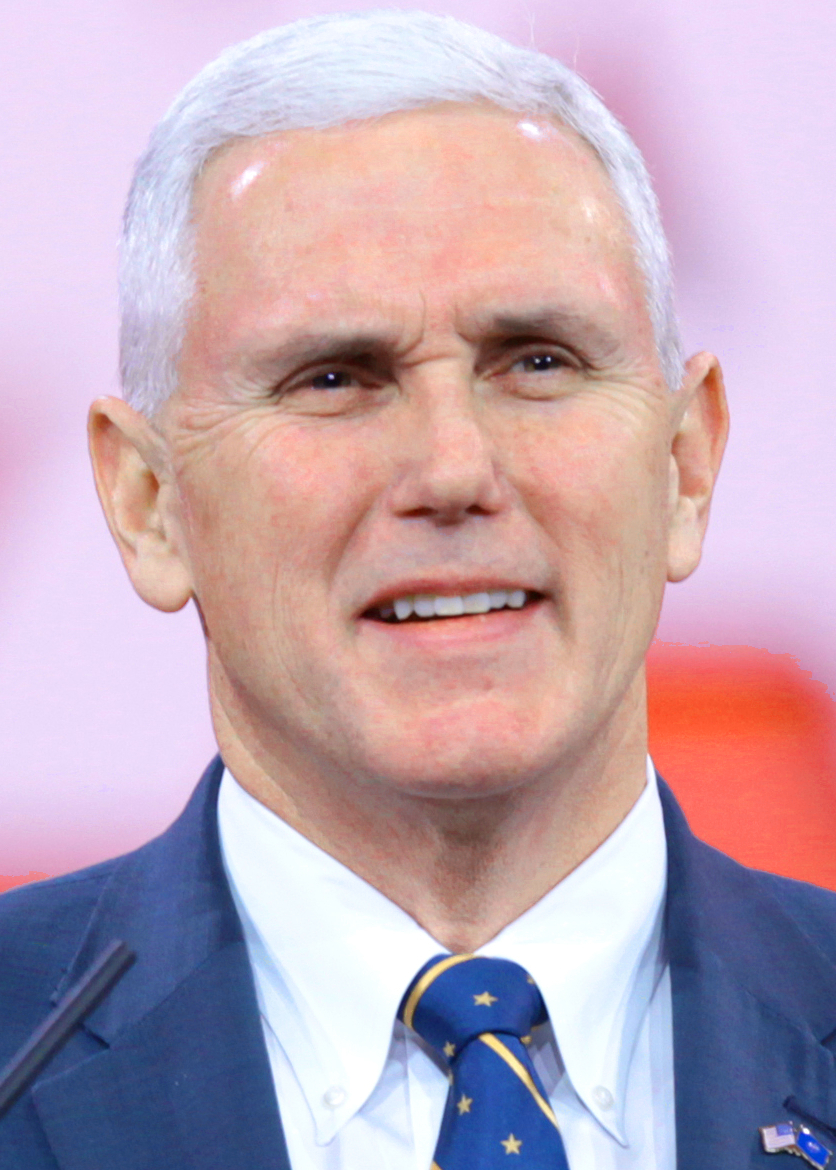
Vizepräsidentschaftskandidat Mike Pence

Der Sprecher des Repräsentantenhauses der Vereinigten Staaten, Paul Ryan, saß der Veranstaltung vor, bei der sich vor der eigentlichen Abstimmung verschiedene Redner an die Delegierten wendeten. Neben Senatoren und ehemaligen Mitbewerbern aus den Vorwahlen traten auch Familienmitglieder Trumps sowie Prominente ans Rednerpult.
Die ehemaligen republikanischen Präsidenten George Bush und George W. Bush sowie die beiden letzten republikanischen Kandidaten um das Präsidentenamt, Mitt Romney und John McCain, haben ihre Teilnahme abgesagt.

### Demonstrationen und Sicherheitsmaßnahmen
Beobachter und Behörden erwarteten eine Vielzahl von Demonstranten, die die zu erwartende Medienpräsenz und Aufmerksamkeit um den umstrittenen Kandidaten Trump für ihre Sache nutzen wollten. Aktivisten für Frauen- und Waffenrechte wurden ebenso erwartet, wie Vertreter von White-Supremacy-, Black-Lives-Matter- und verschiedenen religiösen Gruppierungen.
Der Secret Service schützte die Veranstaltung innerhalb der Quicken Loans Arena und verbietet Teilnehmern, Schusswaffen ins Gebäude zu bringen. Die Satzung der Republican National Convention verbietet weiterhin das Mitbringen potenziell gefährlicher Gegenstände wie Wasserpistolen, Paintballwaffen und Wurfgeschossen, wie Getränkedosen und Flaschen im Kernbereich der Veranstaltung, der etwa 4,5 Quadratkilometer umfasst. Befürworter eines liberalen Waffenrechts hatten vor Gericht erstritten, dass sie legal in ihrem Besitz befindliche Schusswaffen offen bis an die Grenze dieses Bereichs mitführen dürfen, obwohl zunächst eine neun Quadratkilometer große Zone dafür vorgesehen war. Zu diesen Waffen gehören in Ohio wegen der Gesetze des Bundesstaates auch militärische Waffen wie etwa Sturmgewehre.
Der Stadt Cleveland wurden für die Sicherung der Veranstaltung rund 50 Millionen US-Dollar zusätzlich bereitgestellt. Man forderte 2500 auswärtige Polizeibeamte an, die neben 500 eigenen Polizisten und zusätzlich mit neuer Ausrüstung für Ordnung sorgen sollen. 975 Haftplätze wurden für Festnahmen vorbereitet, Richter und Gerichte werden für die Dauer der Convention Sonderschichten einlegen. FBI und Polizeivertreter besuchten im Vorfeld lokale Aktivisten und versuchten, etwas über deren Pläne für die Zeit der Convention in Erfahrung zu bringen.
Die Polizeieinheiten zeigten während der gesamten Dauer der Convention Präsenz, aber es kam nur zu einer vereinzelten Rangelei zwischen Extremisten. Ein Beobachter der Washington Post titelte abschließend: "Man Versprach uns einen Aufruhr. In Cleveland bekamen wir stattdessen eine Blockparty".

## Verlauf

### Tag 1
Unter dem Motto: “Make America safe again” hatte der erste Tag der Convention einen sicherheitspolitischen Schwerpunkt. Viele der Redner versuchten die Regierung Obama und die wahrscheinliche Mitbewerberin Trumps um das Präsidentenamt Hillary Clinton zu diskreditieren. Republikanische Gegner Trumps versuchten einen Antrag einzubringen, der die Satzung ändern sollte, um den Teil der republikanischen Delegierten, die nach den Vorwahlen verpflichtet sind für Trump zu stimmen, von dieser Verpflichtung zu entbinden. Nach Ablehnung des Antrags kam es zu einem Tumult.
Redner:
- Willie Robertson, Unternehmer und Schauspieler, bekannt aus Duck Dynasty[11]
- Rick Perry, ehemaliger Gouverneur von Texas[11]
- Scott Baio, Schauspieler und Produzent[11]
- Pat Smith, Mutter des beim Bengasi-Anschlag 2012 getöteten Sean Smith[11]
- Mark Geist, Veteran des Marine Corps, diente in Bengasi[11]
- John Tiegen, Veteran des Marine Corps, diente in Bengasi[11]
- Kent Terry und Kelly Terry-Willis, deren Bruder bei einer Operation des ATF gegen Schmuggler an der Grenze zu Mexiko getötet wurde[11]
- Antonio Sabato junior, Schauspieler[11]
- Mary Ann Mendoza, Mutter, deren Sohn von einem illegalen Einwanderer überfahren und getötet wurde.[11]
- Sabine Durden, Mutter, deren Sohn von einem illegalen Einwanderer überfahren und getötet wurde.[11]
- Jamiel Shaw, Mutter, deren Sohn von einem illegalen Einwanderer umgebracht wurde.[11]
- Michael McCaul, Kongressabgeordneter aus Texas und Vorsitzender des United States House Committee on Homeland Security[11]
- David A. Clarke, Sheriff des Milwaukee County[11]
- Sean Duffy, Kongressabgeordneter aus Wisconsin und früherer Fernsehstar[11]
- Rachel Campos-Duffy, Frau von Sean Duffy und Sprecherin einer Initiative, die sich an Hispanics richtet.[11]
- Darryl Glenn, Lokalpolitiker aus dem El Paso County und Senatskandidat[11]
- Tom Cotton, Senator aus Arkansas[11]
- Karen Vaughn, Mutter, deren Sohn in Afghanistan getötet wurde[11]
- Jeff Sessions, Senator aus Alabama[11]
- Rudy Giuliani, ehemaliger Bürgermeister von New York City[11]
- Melania Trump, Donald Trumps Ehefrau[11]
- Michael T. Flynn, ehemaliger Generalleutnant der US Army[11]
- Joni Ernst, Senatorin aus Iowa[11]
- Jason Beardsley, Veteranenvertreter[11]
- Ryan Zinke, Kongressabgeordneter aus Montana[11]

### Tag 2
Unter dem Motto “Make America work again” hatte der zweite Tag einen wirtschaftspolitischen Ansatz.
Als Redner sind angekündigt:
- Sharon Day, Zweite Vorsitzende der Convention
- Dana White, Unternehmer und Präsident der UFC
- Asa Hutchinson, Gouverneur von Arkansas
- Leslie Rutledge, Attorney General von Arkansas
- Michael Mukasey, ehemaliger United States Attorney General
- Andy Wist, Unternehmer
- Ron Johnson, Senator aus Wisconsin
- Chris W. Cox, Stratege und Vorsitzender der Lobbyorganisation der National Rifle Association
- Natalie Gulbis, Golfprofi
- Mitch McConnell, Senator aus Kentucky
- Paul Ryan, Sprecher des Repräsentantenhauses der Vereinigten Staaten und Vorsitzender der Convention
- Kevin McCarthy, Kongressabgeordneter aus Kalifornien
- Chris Christie, Gouverneur von New Jersey
- Tiffany Trump, Trumps Tochter
- Kerry Woolard, Manager von Trumps Winzerbetrieb
- Donald Trump Jr., Trumps Sohn
- Shelley Moore Capito, Senatorin aus West Virginia
- Ben Carson, ehemaliger Neurochirurg und Mitbewerber Trumps
- Kimberlin Brown, Schauspielerin

Trump wurde am zweiten Tag mit 1.725 Delegiertenstimmen zum Präsidentschaftskandidaten gewählt. 721 Delegierte stimmten gegen ihn.

### Tag 3
Unter dem Motto “Make America first again” sollte es am dritten Tag um Perspektiven für die USA gehen. Der ehemalige Mitbewerber Trumps, Ted Cruz, sorgte für einen Eklat, weil er in seiner Rede den Delegierten keine Wahlempfehlung für Trump gab.
- Laura Ingraham, Radiomoderatorin
- Phil Ruffin, Casinobetreiber und Geschäftsfreund Trumps[13]
- Pam Bondi, Florida, Attorney General
- Eileen Collins, ehemalige Astronautin
- Michelle Van Etten, Geschäftsfrau
- Senator Ralph Alvarado
- Darrell Scott, Geistlicher
- Harold Hamm, Geschäftsmann
- Gouverneur Scott Walker
- Lynne Patton, Vertreterin der Eric Trump Stiftung
- Senator Marco Rubio, ehemaliger Mitbewerber Trumps
- Senator Ted Cruz, ehemaliger Mitbewerber Trumps
- Eric Trump, Trumps Sohn
- Newt Gingrich und seine Frau Callista
- Gouverneur Mike Pence, Trumps Kandidat für das Amt des Vizepräsidenten

### Tag 4
Unter dem Motto Make America one again sollte es um Einigkeit und Führung gehen. Trump nahm in seiner 76 Minuten dauernden Abschlussrede die Nominierung an und stellte sich als einzige Hoffnung für die Vergessenen von Amerika dar; er beschrieb das Land als von illegalen Einwanderern überrannt und im Niedergang begriffen. Er versprach, er werde „Recht und Ordnung wiederherstellen“ und die wirtschaftlichen Probleme lösen, sobald er als Präsident vereidigt sei.
- Jerry Falwell Jr., President der Liberty University[11]
- Joe Arpaio, Sheriff aus Arizona[15]
- Fran Tarkenton, ehemaliger Footballspieler[16]
- Brock Mealer, Motivationstrainer und Sprecher[11]
- Marsha Blackburn, Abgeordnete[11]
- Gouverneur Mary Fallin[11]
- Lisa Shin, aus Trumps Wahlkampfteam "National Diversity Coalition for Trump"[11]
- Reince Priebus, Vorsitzender des Republican National Committee[11]
- Peter Thiel, Unternehmer und Gründer von PayPal[11]
- Thomas J. Barrack, Vorstandsvorsitzender von Colony Capital[11]
- Ivanka Trump, Trumps Tochter[11]
- Donald Trump als Abschlussredner[11]